# Верна Фелтон
Верна Фелтон (енгл. Verna Felton; Салинас 20. јул 1890 − 14. децембар 1966) америчка је глумица која је позната по томе што је позајмљивала глас многим женским ликовима у Дизнијевим цртаним филмовима. Позајмљивала је глас и у цртаној серији Породица Кременко. Такође је имала улоге у играним филмовима, међутим, остала је упамћена по својим радио програмима, свом храпавом гласу и озбиљном ставу. Две њене најпознатије улоге су Госпођа Дан и Хилда Крокер у ТВ серији Децембарска невеста.

## Детињство, младост и породица
Фелтон је рођена у Салинасу у Калифорнији. Њен отац, лекар, умро је када је имала седам година. Непосредно пред очеву смрт, Фелтон је одржала перформанс у корист жртава из Галвестона тока. Њено певање и играње привукло је менаџера који се налазио у Сан Хосеу у том тренутку. Менаџер је понудио Фелтониној мајци посао у његовој компанији. Будући да је породица имала финансијских потешкоћа, због смрти Фелтониног оца, њена мајка је прихватила позив. Фелтон се брзо прикључила трупи и практично је одрасла у позоришту.

## Радио и телевизија
Она је такође активно радила на радију, где је позајмљивала глас у радио серијама Корице Медведау улози мајке и Ред Скелтонса у улози баке. Поред тога наступала је у радио емисијама Абот и Костелло емисије и Велики Гилдерслив.
Фелтон се појавила у улози мајке Рут Фарли, у Абц комедији (1953−55) која је садржала различит тематски спектар, који је касније преименован у Реј Болджер шоу. У серијалу је глумио Реј Болджер, као Рејмонд Валас.
Гостовала је у представи Ја волим Лусикао Хилда Крокер на каналу ЦБС. Две године пре телевизијске производње игра у Децембарској невести. Децембар деверуша су такође глумили: Пролеће Byington, Дин Милер, Френсис Рафферти и Хари Морган. За свој рад на играној серији номинована је за награду "Еми" за најбољу споредну улогу у хумористичкој серији 1958. и 1959. године.
Она је давала оригинални глас мајци Вилме Кременко од 1961-63. Године 1963. позајмила је глас у серији Денис напаст у епизоди "тетка Ема посети породицу". У епизоди господин Вилсон (Гејл Гордон) покушава да убеди тетку Ему оставите своју имовину на њему и његовој супрузи Хелоисе (Сара Seegar).

## Играни филмови
Током 1940-их и почетком 1950-их година, она је била једна од најтраженији глумица и остварила се у филмовима: Ако сам имао свој пут (1940), Девојке из велике куће (1945) и госпођа Потс у филму Вилијама Ингеса Пикник (1955).

## Лични живот и смрти
Фелтон је била удата за радио глумца Ли Милара (1888-41), који је такође позајмљивао свој глас Дизнијевом јунаку- Плутону. Њен син, Ли Карсон Милар (1924-80) наступао као глумац у многим телевизијским серијама између 1952. и 1967. године. 
Фелтон је умрла од можданог удара 14. децембра 1966. године, дан пре него што је умро Волт Дизни. Сахрањена је у Глендленду, Калифорнија.

## Филмографија

### Радио
| Година  | Програм                         | Улога                         | Напомена                                       |
| ------- | ------------------------------- | ----------------------------- | ---------------------------------------------- |
| 1937    | The Cinnamon Bear               | Мајка                         |                                                |
| 1938–39 | Candid Lady                     | Тетка Јулија                  |                                                |
| 1939    | Fibber McGee and Molly          | Госпођа Хомер Гилдеслев       |                                                |
| 1939–42 | The Great Gildersleeve          | Госпођица Фич, Госпођа Годвин |                                                |
| 1939–55 | The Jack Benny Program          | Денисова мајка, госпођа Деј   |                                                |
| 1940–48 | Point Sublime                   | Хети Хипцич                   |                                                |
| 1942    | Lux Radio Theatre               | Мадам Тереза де Фарџ          | "Прича о два града"                            |
| 1942–43 | Tommy Riggs and Betty Lou       | Госпођа Маклинтур             |                                                |
| 1942–49 | The Abbott and Costello Show    |                               | више улога                                     |
| 1943–47 | The Joan Davis Show             | Блосо Влимп                   | познатије као The Sealtest Village Store       |
| 1944    | Command Performance             | продавачица                   | "Божић"                                        |
| 1944–52 | The Judy Canova Show            | тетка Агата                   |                                                |
| 1945    | The Old Gold Comedy Theater     | Никова мајка                  | "Моја омиљена жена"                            |
| 1946–51 | A Day in the Life of Dennis Day | Денисова мајка Деј            |                                                |
| 1946–53 | The Red Skelton Show            | Јуниорова бака                |                                                |
| 1948    | Suspense                        | Ада                           | "Човек који је мислио да је Едгар Г. Робинсон" |
| 1950    | Young Love                      | Џенетина мајка, госпођа Шав   | "Посета Џениној мајци и оцу"                   |
| 1950    | Screen Directors Playhouse      | Кума добра вила               | "Пепељуга"                                     |
| 1952–53 | December Bride                  | Хилда Крокер                  | радио верзија                                  |
| 1952–55 | My Little Margie                | Госпођа Одет                  | радио верзија                                  |

### Филмови
| Година | Наслов                                                     | Улога                         | Напомена           |
| ------ | ---------------------------------------------------------- | ----------------------------- | ------------------ |
| 1917   | The Chosen Prince, or the Friendship of David and Jonathan | Мишел                         |                    |
| 1939   | Joe and Ethel Turp Call on the President                   | комшиница                     |                    |
| 1940   | If I Had My Way                                            | Госпођа Абигејл де Лејси      |                    |
| 1940   | Northwest Passage                                          | Госпођа Џил Товн              |                    |
| 1941   | Dumbo                                                      | Госпођа Џамбо                 |                    |
| 1945   | Girls of the Big House                                     | Агнес                         |                    |
| 1946   | She Wrote the Book                                         | Госпођа Лорен Килгур          |                    |
| 1948   | The Fuller Brush Man                                       | Јуниорова бака                |                    |
| 1950   | Buccaneer's Girl                                           |                               |                    |
| 1950   | The Gunfighter                                             | Госпођа Август Пенифедер      |                    |
| 1950   | Cinderella                                                 | Кума добра вила               |                    |
| 1951   | Little Egypt                                               | Госпођа Саманта Доан          |                    |
| 1951   | Alice in Wonderland                                        | Краљица срца                  |                    |
| 1952   | Don't Bother To Knock                                      | Госпођа Ема Балу              |                    |
| 1952   | Belles on Their Toes                                       | рођака Леора                  |                    |
| 1955   | Picnic                                                     | Госпођа Денис Потс            |                    |
| 1955   | Lady and the Tramp                                         | Тетка Сара                    |                    |
| 1957   | The Oklahoman                                              | Госпођа Стефани Ваниброк      |                    |
| 1959   | Sleeping Beauty                                            | Цветана, краљица              |                    |
| 1960   | Goliath II                                                 | Елоис                         |                    |
| 1965   | The Man from Button Willow                                 | Госпођа Тифани Померој, мајка |                    |
| 1967   | The Jungle Book                                            | слоница                       | посхумно објављено |

### Телевизија
| Година  | Наслов                                 | Улога                                         | Напомена                          |
| ------- | -------------------------------------- | --------------------------------------------- | --------------------------------- |
| 1951    | The Amos 'n Andy Show                  | мединцинска сестра                            | "Кингфиш има дете"                |
| 1952    | The Ezio Pinza Show                    | Госпођа Деј                                   |                                   |
| 1952–53 | The George Burns and Gracie Allen Show | Еми Марш, Госпођа Роднеј, Меги, Госпођа Еванс | 4 епизоде                         |
| 1952–54 | The Dennis Day Show                    | Денисова мајка, госпођа Деј                   |                                   |
| 1953    | I Love Lucy                            | Госпођа Симсон, Госпођа Портер                | "Луси има нову служавку"          |
| 1953–55 | ?                                      | Рут Фарлејова мајка                           |                                   |
| 1954–59 | December Bride                         | Хилда Крокер                                  | 155 епизода                       |
| 1955–62 | The Jack Benny Program                 | Денисова мајка, госпођа Деј                   | 5 епизода                         |
| 1957    | Climax!                                | медицинска сестра                             | "Аманда Хал је нестала"           |
| 1959    | The Many Loves of Dobie Gillis         | Госпођа Лапинг                                | "Deck the Halls"                  |
| 1960    | The Real McCoys                        | Наоми Веспер                                  |                                   |
| 1960–61 | Pete and Gladys                        | Хилда Крокер                                  | 30 епизода                        |
| 1961    | Miami Undercover                       | Араминта                                      | "Cukie Dog"                       |
| 1962    | Wagon Train                            | Грен Џенингс                                  | "The Lonnie Fallon Story"         |
| 1962    | Henry Fonda and the Family             |                                               | ТВ мини-серија                    |
| 1962–63 | The Flintstones                        | Pearl Slaghoople                              | 4 епиозде                         |
| 1963    | Dennis the Menace                      | тетка Ема                                     | " тетка Емина посета Вилсоновима" |